# Namundra kleynjansi
Espèce
Namundra kleynjansi est une espèce d'araignées aranéomorphes de la famille des Prodidomidae.

## Distribution
Cette espèce est endémique de la région de Kunene en Namibie,.

## Description
La femelle holotype mesure 5,07 mm.

## Étymologie
Cette espèce est nommée en l'honneur d'H. Kleynjans.

## Publication originale
- Platnick & Bird, 2007 : « On the first African spiders of the subfamily Molycriinae (Araneae, Prodidomidae). » American Museum novitates, no 3552, p. 1-8 (texte intégral).